# Genki Yamamoto
Genki Yamamoto, nascido a 19 de novembro de 1991, é um ciclista japonês, membro da equipa Kinan Cycling Team.

## Palmarés
2010 (como amador)
- 1 etapa do Tour de Hokkaido

2013 (como amador)
- 1 etapa do Tour de Hokkaido

2014
- 3º no Campeonato do Japão em Estrada
- 3º no Campeonato do Japão Contrarrelógio

2018
- Campeonato do Japão em Estrada

## Resultados nas Grandes Voltas e Campeonatos do Mundo
Durante a sua carreira desportiva tem conseguido os seguintes postos nas Grandes Voltas e nos Campeonatos do Mundo:
| Carreira           | 2014 | 2015 | 2016 | 2017 |
| ------------------ | ---- | ---- | ---- | ---- |
| Giro d'Italia      | -    | -    | 149º | -    |
| Tour de France     | -    | -    | -    | -    |
| Volta a Espanha    | -    | -    | -    | -    |
| Mundial em Estrada | -    | -    | -    | -    |

-: não participa

Ab.: abandono